# كوري واتسون
كوري واتسون هو لاعب كرة القدم الكندية كندي، ولد في 27 مارس 1984 في دولار ديزورمو في كندا.